# Biologique (appellation réservée)
Pour les articles homonymes, voir Biologique.
Depuis 2001, l'appellation réservée « biologique » est au Québec, une appellation règlementée selon la Loi sur les appellations réservées et les termes valorisants. C'est le Conseil des appellations réservées et des termes valorisants (CARTV) qui est chargé de faire respecter la loi.

## Cadre législatif
Au Québec, l'appellation « biologique » est encadrée par la loi : « L'appellation biologique est réservée au Québec depuis le 1er février 2000 selon la Loi sur les appellations réservées et les termes valorisants. Cette réservation signifie que tout produit agroalimentaire provenant du Québec et s'identifiant comme biologique ou organic ou par tout autre terme apparenté doit répondre au cahier des charges relatif aux produits issus du mode de production biologique homologué et avoir été certifié par un certificateur accrédité par le CARTV. »